# رالف سامويلسون
رالف سامويلسون (بالإنجليزية: Ralph Samuelson)‏ هو فلاح أمريكي، ولد في 2 يوليو 1902، وتوفي في 1 أغسطس 1977.

## وصلات خارجية
- رالف سامويلسون على موقع الموسوعة البريطانية (الإنجليزية)